# Vilaverd
Vilaverd est une commune espagnole, en Catalogne dans la comarque de Conca de Barberà dans la province de Tarragone.

### Liens externes

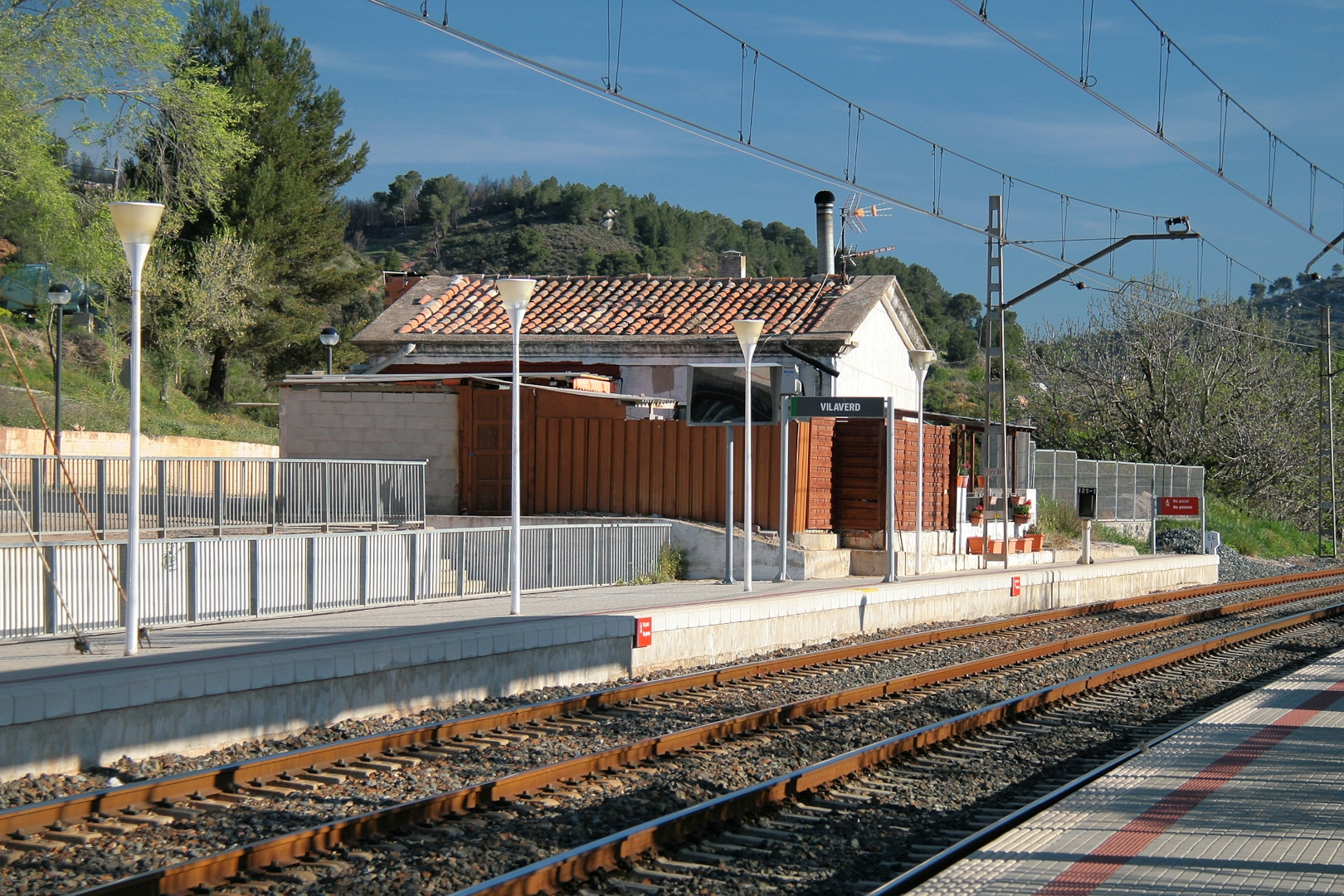
Gare de Vilaverd.